# Maltańscy posłowie do Parlamentu Europejskiego 2009–2014
Maltańscy posłowie VII kadencji do Parlamentu Europejskiego zostali wybrani w wyborach przeprowadzonych 6 czerwca 2009.

## Lista posłów
Wybrani z listy Partii Pracy
- Claudette Abela Baldacchino, poseł do PE od 25 kwietnia 2013
- John Attard-Montalto
- Joseph Cuschieri, poseł do PE od 1 grudnia 2011, mandat w związku z wejściem w życie traktatu lizbońskiego
- Marlene Mizzi, poseł do PE od 25 kwietnia 2013

Wybrani z listy Partii Narodowej
- David Casa
- Roberta Metsola Tedesco Triccas, poseł do PE od 25 kwietnia 2013

Byli posłowie VII kadencji do PE
- Simon Busuttil (wybrany z listy Partii Narodowej), do 5 kwietnia 2013
- Louis Grech (wybrany z listy Partii Pracy), do 12 marca 2013
- Edward Scicluna (wybrany z listy Partii Pracy), do 12 marca 2013